# Łącki II

Łącki

Łącki odmienny

Łącki II (Lonski, Łoncki, Korzbok odmienny) – kaszubski herb szlachecki, odmiana herbu Korzbok.

## Opis herbu
Opis z wykorzystaniem zasad blazonowania, zaproponowanych przez Alfreda Znamierowskiego:
Łącki II (Łoncki, Korzbok odmienny): W polu srebrnym trzy karpie złote ułożone w słup. Klejnot: nad hełmem w koronie pięć piór strusich. Labry srebrne, podbite złotem.
Łącki II odm. (Lonski, Korzbok odmienny): Pole jest błękitne, ryby dodatkowo wygięte łukowato, pióra w klejnocie dwa błękitne między trzema złotymi.

## Najwcześniejsze wzmianki
Wariant podstawowy wymieniany przez Ostrowskiego (Księga herbowa rodów polskich) oraz Nowego Siebmachera. Wariant odmienny pochodzi z archiwum rodziny Łąckich-Lonskich z Bergisch Gladbach w Niemczech.

## Rodzina Łąckich
Istnieje kilkadziesiąt różnych rodzin Łąckich. Kaszubscy Łąccy to drobna szlachta cząstkowa, nazwisko wzięli od wsi Łąkie. Pierwsza wzmianka o tym nazwisku pochodzi z 1552 (Paszk i Świętek Łąccy). Kolejne wzmianki z lat 1570 (Georgius, Petrus, Jacobus, Laurentius, Georgius), 1648 (jeden Łącki), 1662 (Krzysztof, Maciej), 1753 (Krzysztof, Mirosław, Antoni Korzbok-Łąccy). Łąccy nie pełnili urzędów, ale posłowali na sejm elekcyjny w 1733 (Grzegorz i Mikołaj Łąccy) oraz w 1764 (Jan). W 1775 przedstawiciele rodu złożyli hołd królowi pruskiemu (Józef, Stanisław, Wojciech, Jan, Mikołaj, Antoni, Szymon, Jan).

## Herbowni
Łącki (Lacki, Lanski, Lącki, Ląnczki, Ląntzki, Loncki, Lonski, Łąski, Łoncki) także z przydomkami: Herod, Kiełbasa, Korzbok, Kospot, Mądry, Smółka, Święty, Wręczak (Wrynczak), z których najdłużej przetrwał Korzbok. Istniała również senatorska rodzina Łąckich z Wielkopolski, niebędąca wspólnego pochodzenia z kaszubskimi Łąckimi, również używająca Korzboka. Przedstawiciel tej rodziny otrzymał w 1893 tytuł hrabiowski z herbem Łącki III Hrabia. Adam Boniecki przypisywał także niektórym Łąckim z Pomorza herb Szeliga.
Oprócz kaszubskich i Wielkopolskich Łąckich było jeszcze kilkanaście rodzin szlacheckich tego nazwiska różnych herbów. Tadeusz Gajl wymienia ich 18, pełna lista dostępna na stronie herbyszlachty.pl.